# Двовимірні гіперкомплексні числа
Двовимірні гіперкомплексні числа — гіперкомплексні числа з однією уявною одиницею.
Тобто числа виду {\displaystyle \ a+bI,} де {\displaystyle \ a,b} — дійсні числа; {\displaystyle \ I}  — уявна одиниця.
Визначимо операції:
- {\displaystyle \ {\overline {a+bI}}\equiv a-bI} — спряжене число,
- {\displaystyle \lVert z\rVert \equiv z{\bar {z}}={\bar {z}}z=a^{2}-b^{2}I^{2}} — норма числа,
- {\displaystyle {z_{1} \over z_{2}}\equiv {z_{1}{\bar {z_{2}}} \over \lVert z_{2}\rVert }} — ділення чисел.

## Формальне визначення
Двовимірні гіперкомплексі числа — двовимірні алгебри з одиницею над полем дійсних чисел.

## Підвиди
Додавання і множення гіперкомплексних чисел повинно бути узгодженим з традиційним додаванням і множенням дійсних чисел.
Дійсні числа в даній гіперкомплексній системі мають вигляд {\displaystyle \ a+0I.}
- {\displaystyle \ (a_{1}+b_{1}I)+(a_{2}+b_{2}I)=(a_{1}+a_{2})+(b_{1}+b_{2})I} — додавання,
- {\displaystyle \ (a_{1}+b_{1}I)\cdot (a_{2}+b_{2}I)=a_{1}a_{2}+(a_{1}b_{2}+a_{2}b_{1})I+b_{1}b_{2}I^{2}} — множення буде комутативним.

Залишилось тільки визначити, чому буде дорівнювати {\displaystyle \ I^{2}.}
Оскільки система має бути замкнута, то можемо позначити: {\displaystyle \ I^{2}=p+qI,\quad p,q\in \mathbb {R} .}
Розв'язуватимемо квадратне рівняння так, щоб зліва був повний квадрат, а справа тільки дійсна частина: {\displaystyle \ (2I-q)^{2}=4p+q^{2}.}
В залежності від знака правої частини отримаємо:
{\displaystyle {\begin{matrix}4p+q^{2}<0,&&4p+q^{2}\equiv -k^{2},&&i\equiv (2I-q)/k,&&i^{2}=-1;\\4p+q^{2}>0,&&4p+q^{2}\equiv +k^{2},&&j\equiv (2I-q)/k,&&j^{2}=+1;\\4p+q^{2}=0,&&&&\epsilon \equiv 2I-q,&&\epsilon ^{2}=0.\\\end{matrix}}}

### Множення
Отже, в залежності від випадку, замінивши {\displaystyle \ I} на одну з одиниць {\displaystyle \ i,j,\epsilon } отримаємо:
- {\displaystyle \ (a_{1}+b_{1}i)(a_{2}+b_{2}i)=(a_{1}a_{2}-b_{1}b_{2})+(a_{1}b_{2}+a_{2}b_{1})i} — комплексні числа,
- {\displaystyle \ (a_{1}+b_{1}j)(a_{2}+b_{2}j)=(a_{1}a_{2}+b_{1}b_{2})+(a_{1}b_{2}+a_{2}b_{1})j} — подвійні числа,
- {\displaystyle \ (a_{1}+b_{1}\epsilon )(a_{2}+b_{2}\epsilon )=a_{1}a_{2}+(a_{1}b_{2}+a_{2}b_{1})\epsilon } — дуальні числа.

### Норма
- {\displaystyle \lVert a+bi\rVert =a^{2}+b^{2},\qquad \lVert a+bj\rVert =a^{2}-b^{2},\qquad \lVert a+b\epsilon \rVert =a^{2}.}

Для всіх підвидів виконується
- {\displaystyle {\overline {z_{1}z_{2}}}={\bar {z_{2}}}\cdot {\bar {z_{1}}},}
- {\displaystyle \lVert z_{1}z_{2}\rVert =(z_{1}z_{2}){\overline {(z_{1}z_{2})}}=(z_{1}z_{2})({\bar {z_{2}}}{\bar {z_{1}}})=z_{1}(z_{2}{\bar {z_{2}}}){\bar {z_{1}}}=\lVert z_{1}\rVert \cdot \lVert z_{2}\rVert .}

### Ділення
- {\displaystyle {a+bi \over c+di}={(ac+bd)+(bc-ad)i \over c^{2}+d^{2}}} — дільників нуля немає;
- {\displaystyle {a+bj \over c+dj}={(ac-bd)+(bc-ad)j \over c^{2}-d^{2}}} — існують дільники нуля виду {\displaystyle \ c\pm cj;}
- {\displaystyle {a+b\epsilon  \over c+d\epsilon }={ac+(bc-ad)\epsilon  \over c^{2}}} — існують дільники нуля виду {\displaystyle \ 0+d\epsilon .}

### Матричне представлення
Кожній з уявних одиниць можна поставити у відповідність квадратну матрицю 2*2 яка є квадратним коренем {\displaystyle -I}, {\displaystyle +I} та {\displaystyle O} відповідно, і в неї нулі на головній діагоналі.
Зазвичай для {\displaystyle 1,i,j} вибирають одиничну матрицю, матрицю повороту на {\displaystyle \pi  \over 2} та матриці Паулі {\displaystyle \sigma _{1}}:
{\displaystyle 1\mapsto {\begin{bmatrix}1&0\\0&1\end{bmatrix}},\qquad \qquad i\mapsto {\begin{bmatrix}0&-1\\1&0\end{bmatrix}},\qquad \qquad j\mapsto {\begin{bmatrix}0&1\\1&0\end{bmatrix}},\qquad \qquad \epsilon \mapsto {\begin{bmatrix}0&1\\0&0\end{bmatrix}}.}
Відповідно:
{\displaystyle a+bi\mapsto {\begin{bmatrix}a&-b\\b&a\end{bmatrix}},\qquad a+bj\mapsto {\begin{bmatrix}a&b\\b&a\end{bmatrix}},\qquad a+b\epsilon \mapsto {\begin{bmatrix}a&b\\0&a\end{bmatrix}}.}
Така відповідність задає ізоморфізм, якщо додаванню та множенню гіперкомплексних чисел поставити у відповідність додавання та множення матриць.
В такому представлені:
- норма числа відповідає детермінанту матриці;
- спряження відповідає транспонуванню матриці.